# Coralliophaga
Coralliophaga is een geslacht van tweekleppigen uit de familie Trapezidae.

## Soorten
De volgende soorten zijn bij het geslacht ingedeeld:
- Coralliophaga coralliophaga (Gmelin, 1791)
- Coralliophaga decussata (Reeve, 1843)
- Coralliophaga lithophagella (Lamarck, 1819)